# سكيب ويلسون
سكيب ويلسون (بالإنجليزية: Skip Wilson)‏ هو لاعب كرة قاعدة أمريكي، ولد في القرن العشرين.